# Бяла река (защитена зона)
Вижте пояснителната страница за други значения на Бяла река.
Бяла река е защитена зона от Натура 2000 по директивата за опазване на дивите птици. Обхваща водосбора на Бяла река в най-югоизточната част на Източните Родопи, непосредствено до държавната граница с Гърция. Заема площ от 44 626,6 ha.

## Граници
Обхваща долината на Бяла река и заобикалящите я планински хълмове от село Черничево на запад до мястото, където реката пресича държавната граница с Гърция на изток.

## Флора
Растителността е средиземноморска. Запазени са гори от мизийски бук и горун. Широко разпространение имат и смесените дъбови гори от горун, виргилиев дъб, благун и космат дъб, на места са примесени с келяв габър. От храстите преобладават грипа, червена хвойна, драка, мъждрян и други. Бреговете на Бяла река са обрасли с върби, източен чинар и храсти. Главно около селищата са разположени селскостопански земи, заемащи една много малка част от общата площ.

## Фауна
Установени са 167 вида птици, от които 59 са включени в Червената книга на България. Защитената зона е важна за опазването на малкия креслив орел. Срещат се голям маслинов присмехулник, червеногушо коприварче, малко черноглаво коприварче, белочела сврачка и черноглава овесарка. Районът е постоянно място за почивка и хранене на черни лешояди. Защитената зона е едно от най-важните в България места и от значение за Европейския съюз за опазването на черния лешояд, както и за гнездящите черен щъркел, осояд, малък орел, орел змияр, късопръст ястреб, козодой, голям маслинов присмехулник, белочела сврачка и горска чучулига.